# Jean-Maurice Dehousse
Jean-Maurice Dehousse (ur. 11 października 1936 w Liège, zm. 9 lutego 2023) – belgijski i waloński polityk, pierwszy minister-prezydent Regionu Walońskiego, parlamentarzysta, w latach 1999–2004 eurodeputowany.

## Życiorys
W 1960 ukończył prawo na Uniwersytecie w Liège. Kształcił się również na międzynarodowych studiach w jednej ze szkół w ramach Johns Hopkins University. Pracował w FNRS, rządowym funduszu ds. wspierania badań naukowych. W 1966 został pracownikiem naukowym macierzystej uczelni. Zaangażował się w działalność federalnego związku zawodowego oraz walońskiej Partii Socjalistycznej.
W 1971 po raz pierwszy wybrany do Izby Reprezentantów. W 1981 zasiadł w belgijskim Senacie, a w 1991 powrócił do niższej izby federalnego parlamentu.
Był ministrem ds. kultury francuskiej (od 1977) i następnie ministrem ds. Regionu Walońskiego (od 1979) w rządzie federalnym. Od 1981 do 1985 (z przerwą w 1982) pełnił funkcję premiera Walonii. W pierwszej połowie lat 90. pełnił funkcję ministra polityki naukowej w gabinecie, którym kierował Jean-Luc Dehaene. Od 1994 do 1999 sprawował urząd burmistrza Liège. Był także kilkakrotnie radnym tego miasta.
16 września 1999 objął mandat deputowanego do Parlamentu Europejskiego V kadencji w miejsce Philippe'a Busquina. Zasiadał w grupie socjalistycznej (od 2001 jako jej wiceprzewodniczący), a także m.in. w Komisji Spraw Konstytucyjnych. W PE zasiadał do 19 lipca 2004.